# Проклятое время
«Проклятое время» или «Недобрый час» (исп. La mala hora) — роман колумбийского писателя Габриэля Гарсиа Маркеса, опубликованный в 1962 году.
Действие романа происходит в вымышленном городке Макондо, который неоднократно упоминается в произведениях Маркеса. Прошло два года после окончания террора и прихода к власти правительства, обещающего мир, но у власти в городе стоят всё те же люди. Неизвестные публикуют пасквили, в которых раскрывают постыдные тайны отдельных горожан. Когда из-за сообщения о супружеской измене происходит убийство, алькальд решает принять меры: он объявляет военное положение, которое использует, чтобы расправиться со своими врагами.
Маркес начал писать роман в 1956 году в Париже, продолжил работу в Боготе (1959—1960) и в Нью-Йорке (1961). Изначально он хотел назвать книгу «Этот дерьмовый городишко». В 1961 году Маркес отправил рукопись на литературный конкурс, проходивший в Колумбии, и занял первое место. В 1962 году в Мадриде вышло первое издание, получившее премию «Эссо», но автор от него дистанцировался. Маркес считал первой полноценной публикацией романа мексиканскую (1966).
Литературоведы констатируют, что «Проклятое время» посвящено «исследованию тоталитарной власти и её влияния на формирование личности».